# Peter Koch (Radsportler, 1957)

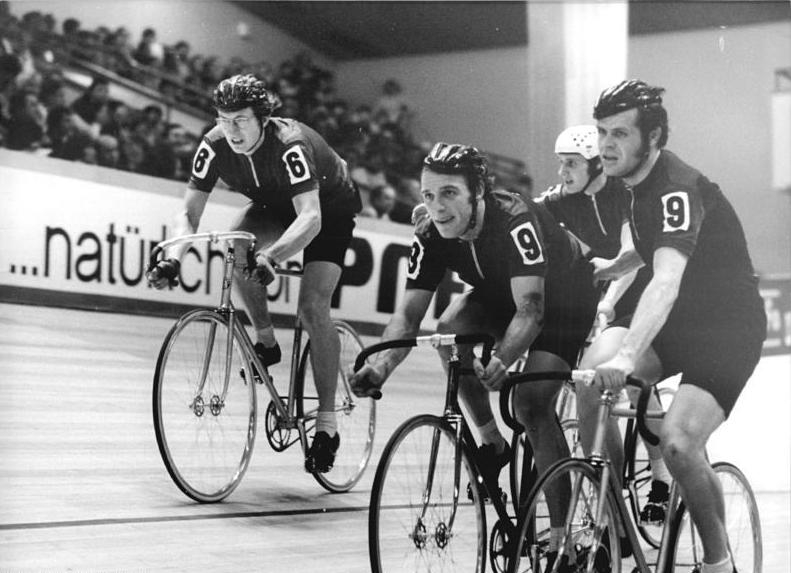
Andreas Neuer, Peter Koch, Uwe Unterwalder und Horst Bartels am 6. Januar 1978 in Berlin auf der Winterbahn beim fünften und vorletzten Abschnitt des 6-Tage-Wettbewerbs um den Preis der Jungen Welt – 400-Runden-Zweier-Mannschaftsfahren

Peter Koch (* 4. Mai 1957 in Arnstadt) ist ein ehemaliger deutscher Radrennfahrer, der in der  DDR aktiv war.

## Sportliche Laufbahn
Er war Mitglied der Radsportabteilung des SC Turbine Erfurt. 1976 gewann er den nationalen Titel im Straßenrennen der Junioren. Bei der DDR-Rundfahrt 1976 gehörte er zum Team DDR II, bei der Internationalen Friedensfahrt 1978 als Friedensfahrtneuling zur Mannschaft der DDR, beim Internationalen Olympia-Preis der DDR 1978 und bei der DDR-Rundfahrt 1978 zum Team DDR I. 1978 startete er für die Nationalmannschaft der DDR im Rennen der UCI-Straßen-Weltmeisterschaften. Er beendete das Rennen auf dem 69. Platz. 1979 absolvierte Koch einen Lehrgang für Nachwuchsfahrer im Steherrennen in Erfurt. 1980 gewann er den Optima-Steherpreis über vier Etappen.

## Erfolge
- DDR-Straßen-Radmeisterschaften 1976 – 3. im Mannschafts-/Teamzeitfahren über 100 Kilometer mit seinen Mannschafts- bzw. Teamgefährten Joachim Hentzgen, Gottfried Preising und Hans-Joachim Meisch
- Gesamtsieger Vasas-Cup (Ungarn) 1976
- DDR-Rundfahrt 1976 – Fünfter der 1. Etappe: Rund um Berlin, 168 km (gleichzeitig 70. Straßenrennen Rund um Berlin um den Großen Preis der Berliner Zeitung), der 3. Etappe: Rundstreckenrennen in Dessau, 135 km und in der Gesamtwertung; Sechster der 4. Etappe: Dessau–Mittweida, 148 km; Dritter der 7. Etappe: Jena–Nordhausen, 165 km und bei der Wertung des besten Nachwuchsfahrers (Weißes Trikot)[4]
- Internationale Thüringen Rundfahrt 1977 – Zweiter der Gesamtwertung
- Bulgarien-Rundfahrt 1978 – Dritter
- Berlin–Angermünde–Berlin 1978 – Sieger
- 6 Tage um den Preis der Jungen Welt 1978 – Gewinner der 5. Etappe in der Kombination mit seinem Mannschaftskameraden Andreas Neuer
- Internationale Friedensfahrt 1978 – Dritter der 3. Etappe, Zweiter der 9. Etappe und Angehöriger der zweitbesten Mannschaft (mit Andreas Neuer, Burkhard Freese, Hans-Joachim Hartnick, Andreas Petermann und Siegbert Schmeißer)
- Internationaler Olympia-Preis der DDR 1978 – Sieger (gemeinsam mit Bernd Drogan, Hans-Joachim Hartnick und Andreas Petermann)
- DDR-Rundfahrt 1978 – Sechster der 1. Etappe: Rund um Gernrode, 136 km; Dritter der 2. Etappe: Rund um den Harz, 136 km (auch als Harzrundfahrt gewertet); Sieger der 6. Etappe: Wittenberg–Forst, 163 km; Fünfter der 7. Etappe: Rund im Kreis Forst, 135 km; Vierter in der Gesamtwertung und Zweiter in der Wertung der Nachwuchsfahrer (Weißes Trikot)
- DDR-Meisterschaften im Bahnradsport 1979 – DDR-Meister auf der Winterbahn im Zweier-Mannschaftsfahren (zusammen mit Hans-Joachim Hartnick)

## Sonstiges
Sein erlernter Beruf ist Elektromonteur. Er ist 1,78 groß und wog in seiner aktiven Zeit 68 kg.